# Zee Cine Award/Beste Hintergrundmusik
Der Zee Cine Award Best Background Music (beste Hintergrundmusik) ist eine Kategorie des indischen Filmpreises Zee Cine Award.
Der Zee Cine Award Best Background Music wird von der Jury gewählt. Der Gewinner wird in der Verleihung bekanntgegeben. Die Verleihung findet jedes Jahr im März statt.
Salim-Sulaiman ist zweimaliger Gewinner dieses Preises.
Liste der Gewinner:
| Jahr | Komponist        | Film                       | Deutscher Titel                             |
| ---- | ---------------- | -------------------------- | ------------------------------------------- |
| 1998 | Vanraj Bhatia    | Pardes                     | Pardes                                      |
| 1999 | kein Preis       |                            |                                             |
| 2000 | Raamlaxman       | Hum Saath Saath Hain       | Hum Saath-Saath Hain: We Stand United       |
| 2001 | kein Preis       |                            |                                             |
| 2002 | kein Preis       |                            |                                             |
| 2003 | A. R. Rahman     | The Legend of Bhagat Singh | —                                           |
| 2004 | Vicky Goswami    | Tere Naam                  | —                                           |
| 2005 | Salim-Sulaiman   | Ab Tak Chappan             | —                                           |
| 2006 | Monty Sharma     | Black                      | —                                           |
| 2007 | Salim-Sulaiman   | Krrish                     | Krrish, der Sternenheld                     |
| 2008 | A. R. Rahman     | Guru                       | —                                           |
| 2009 | keine Verleihung |                            |                                             |
| 2010 | keine Verleihung |                            |                                             |
| 2011 | kein Preis       |                            |                                             |
| 2012 | kein Preis       |                            |                                             |
| 2013 | Ajay-Atul        | Agneepath                  | —                                           |
| 2014 | Pritam           | Yeh Jawaani Hai Deewani    | Lass dein Glück nicht ziehen                |
| 2015 |                  |                            |                                             |
| 2016 | —                | Bajirao Mastani            | Bajirao & Mastani – Eine unsterbliche Liebe |